# 안산시의회
안산시의회는 경기도 안산시 지역을 관할하는 기초의회이다.